# Google Web Server
Google Web Server (GWS) — вебсервер розроблений компанією Google для підтримки власних онлайн сервісів, який працює на базі Linux систем. Сервер використвується компанією для власних застосувань, таких як Blogger, Google Docs, та Google App Engine.

## Загальна архітектура
Сервер розроблено на базі власної подійно-орієнтованої архітектури серверних застосувань. Google не розповсюджує інформацію на тему GWS. Інформація про те, що GWS побудований на базі Apache не є підтверджена. Розробники компанії стверджують, що GWS є власним сервером, розробленим для платформи Linux.